# İmadəddin Nəsimi
İmadəddin Nəsimi, Seyid Əli Seyid Məhəmməd oğlu İmadəddin Nəsimi (ur. 1369, zm. 1417) – azerbejdżański poeta.
Propagował poglądy sufickiej sekty hurufitów, którzy wysoko podnosili tangę człowieka, aż do utożsamienia go z Bogiem. Jego poezja była często naśladowana i wywarła wpływ na literaturę azerską, ormiańską, turkmeńską, czagatajską (starouzbecką) oraz na tureckich poetów.